# Erythrocebus poliophaeus
Erythrocebus poliophaeus is een zoogdier uit de familie van de apen van de Oude Wereld (Cercopithecidae). De wetenschappelijke naam van de soort werd voor het eerst geldig gepubliceerd door Ludwig Reichenbach in 1862. De soort werd in het verleden als synoniem van de huzaaraap (Erythrocebus patas) gerekend, maar bleek in 2017 wel degelijk een aparte soort.

## Voorkomen
De soort komt voor in de vallei van de Blauwe Nijl in Ethiopië, Soedan en mogelijk ook in Zuid-Soedan.